# Вільярдомпардо
Вільярдомпардо (ісп. Villardompardo) — муніципалітет в Іспанії, у складі автономної спільноти Андалусія, у провінції Хаен. Населення — 1122 особи (2010).
Муніципалітет розташований на відстані близько 290 км на південь від Мадрида, 19 км на захід від Хаена.

## Демографія
Динаміка населення (INE ):